# Université européenne Viadrina

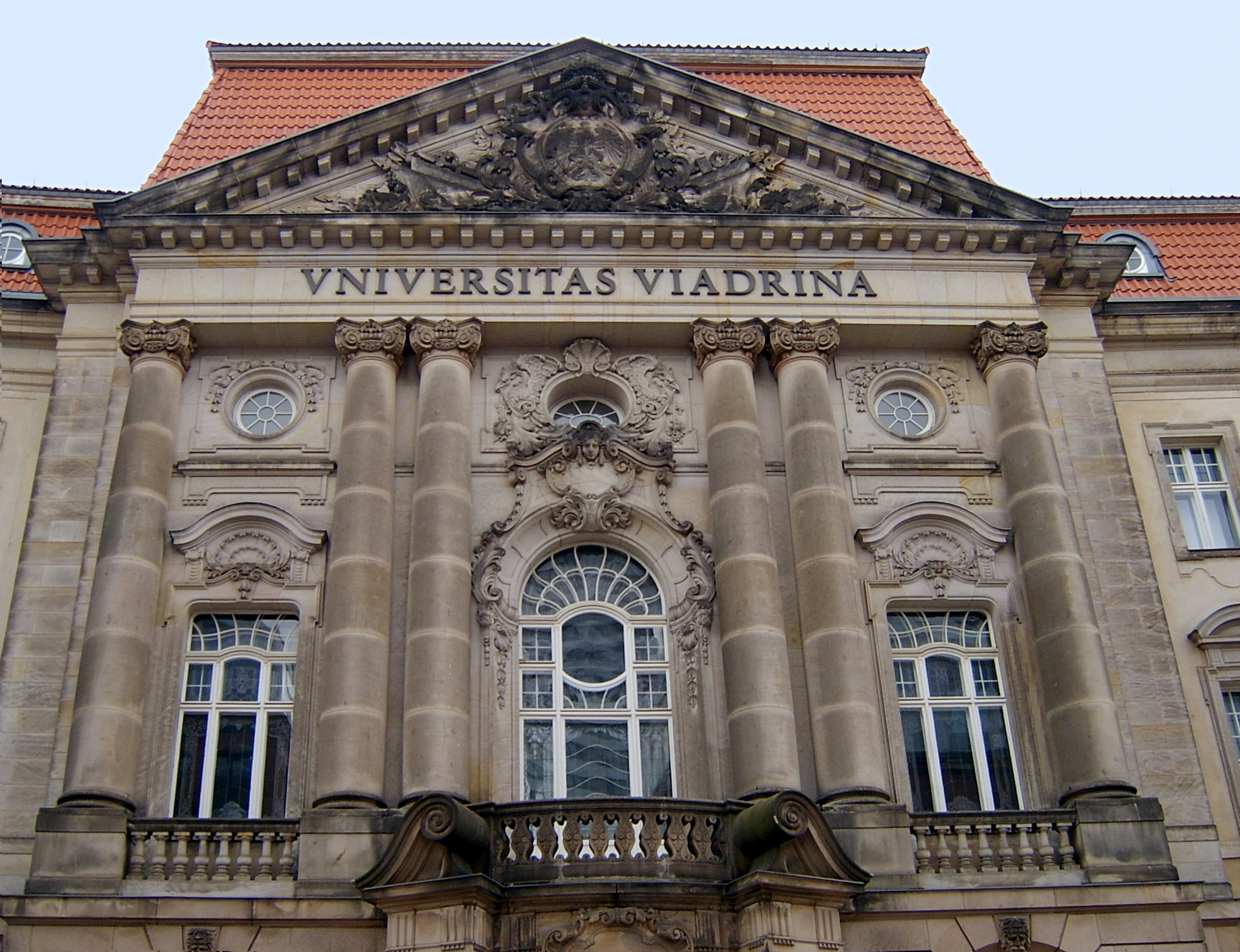
Façade.

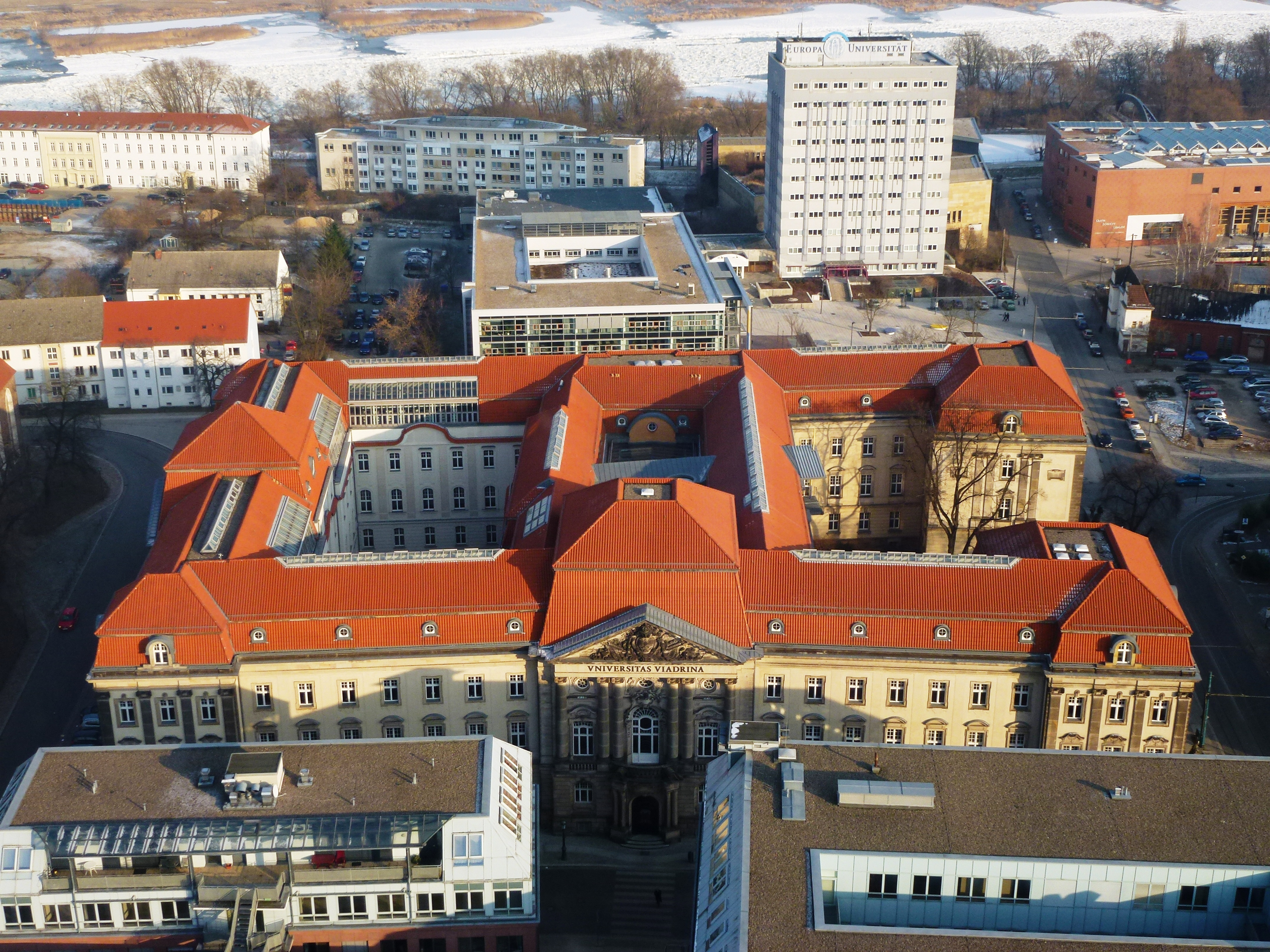
L'université Viadrina vue depuis lOderturm (2012).

L’université européenne Viadrina de Francfort-sur-l’Oder, (en allemand Europa-Universität Viadrina Frankfurt (Oder)), se trouve dans le Land de Brandebourg, près de l’Oder, fleuve qui marque à cet endroit la frontière entre l'Allemagne et la Pologne.
L'université actuelle a été fondée en 1991, et se veut une résurrection de la première université de Francfort-sur-l'Oder, qui a fonctionné de 1506 jusqu'à 1811, année où elle fut transférée à Breslau. Le mot Viadrina vient du latin (en néolatin, l’Oder se dit Viadra) et signifie « qui appartient à, ou placé auprès de l’Oder » ; la ville de Francfort-sur-l'Oder s’appelait en néolatin Francofortum ad Viadrum). L'université moderne a été fondée pour des raisons structurelles et politiques, car la région est pauvre et la ville située directement sur la frontière avec la Pologne, pays avec lequel le gouvernement du Land recherche les coopérations.
La Viadrina compte 6 452 étudiants –  plus de 1 500 viennent de Pologne – et une équipe enseignante d’environ 160 personnes.

## L’ancienne Viadrina
L’Alma Mater Viadrina fut fondée en 1506 par les margraves de Brandebourg Joachim 1er et Albert IV, pour en être la grande université. Elle comptait quatre facultés : droit, théologie, philosophie et médecine. L’université jouissait d’une excellente réputation dans le Brandebourg (puis en Prusse) et les régions voisines, et ses diplômés avaient accès à des postes élevés dans l’administration, la politique, la justice et l’Église. Un de ses premiers chanceliers fut Georg von Blumenthal (1490-1550), évêque de Lebus et adversaire vigoureux de la Réforme qui fit tout son possible pour expulser les adeptes de Luther.
En 1811, l’université Viadrina fut transférée à Breslau (aujourd’hui Wrocław) et fusionnée avec l’université de cette ville, la Leopoldina, afin de pouvoir concurrencer l’université de Berlin qui venait d’être fondée. Certains des professeurs de la Viadrina acceptèrent toutefois d’aller enseigner à Berlin.
Le vieux bâtiment universitaire a été détruit au cours de la Seconde Guerre mondiale, et les ruines ont finalement été déblayées au cours des années 1960. Seule, l’arche de l’entrée principale a été conservée en tant que monument.
Parmi les étudiants célèbres de l’ancienne Viadrina on notera les frères Alexander et Wilhelm von Humboldt, le polémiste Ulrich von Hutten, le musicien Carl Philipp Emanuel Bach, le théologien et leader politique Thomas Müntzer et le poète et dramaturge Heinrich von Kleist.

## La nouvelle Viadrina
En 1991, l’université a été recréée sous le nom d'université européenne Viadrina. Elle comprend actuellement trois facultés : économie et affaires, droit, culture. Un de ses premiers buts est d’attirer des étudiants de toute l’Europe afin de constituer un corps étudiant multinational. Actuellement[Quand ?], environ 40 pour cent d’entre eux sont des étrangers (surtout des Polonais), proportion importante si on la compare avec les autres universités allemandes.
L’université européenne Viadrina travaille en coopération étroite avec l’université Adam Mickiewicz de Poznań en Pologne. Les deux universités gèrent en commun le Collegium Polonicum, placé juste en face de la Viadrina sur la rive polonaise de l’Oder (commune de Słubice).

## Filières universitaires

### Faculté de sciences culturelles (Kulturwissenschaftliche Fakultät[1])
Avec plus de 2000 étudiants, cette faculté est la plus importante de toute l'université. Les études proposées sont les suivantes :
- Bachelor : Kulturwissenschaften
- Masters consécutifs:

Intercultural Communication
Europäische Kulturgeschichte
Soziokulturelle Studien
Kultur und Geschichte Mittel- und Osteuropas
- Masters non consécutifs:

European Studies (Master également proposé dans les deux autres facultés)
Medien Kommunikation Kultur
- Autres Masters proposés:

Schutz europäischer Kulturgüter
Kulturmanagement
Literaturwissenschaften (depuis le semestre d'hiver 2010-2011)

### Faculté de droit (Juristische Fakultät[2])
La faculté de droit propose le diplôme classique allemand de droit ("Erste Juristische Prüfung)ainsi que les Masters suivants :
- Mediation (M.A.)
- Master of International Human Rights and Humanitarian Law (LL.M.)
- Master's Program "Human Rights & Genocide Studies" (M.A.)
- Magister-legum-Studiengang (LL.M.)

Une particularité de la faculté de droit est la formation juridique germano-polonaise, grâce au Bachelor et au Master of German and Polish Law(bilingue allemand-polonais), proposé en partenariat avec l'université Adam-Mickiewicz de Poznań.

### Faculté d'économie (Wirtschaftswissenschaftliche Fakultät)
Les études proposées dans cette faculté sont les suivantes :
- Internationale Betriebswirtschaftslehre (Bachelor of Science, B.Sc.)
- Betriebswirtschaftslehre (B.Sc.)
- Volkswirtschaftslehre (B.Sc.)
- International Business Administration (B.Sc./ Master of Science, M.Sc.)
- Management for Central and Eastern Europe (Master of Business Administration, MBA)
- International Business Informatics (Master of International Business Informatics, MBI).

### Instituts de recherche
L’université Viadrina héberge neuf instituts de recherche :
- le Deutsch-Polnisches Forschungsinstitut am Collegium Polonicum in Słubice (Institut germano-polonais de recherche du Collegium Polonicum de Słubice),
- le Frankfurter Institut für Transformationsstudien (FIT, Institut de recherche de Francfort sur les économies en transformation),
- l'Interdisziplinäres Zentrum für Ethik (IZE, Centre interdisciplinaire d'éthique),
- le Frankfurter Institut für das Recht der Europäischen Union (FIREU, Institut de droit européen de Francfort),
- l'Institut für Konfliktmanagement (IKM, Institut de gestion des conflits),
- l'Institut für transkulturelle Gesundheitswissenschaften (IntraG, Institut de recherches transculturelles sur la santé),
- le Heinrich-von-Kleist-Institut für Literatur und Politik (Institut Heinrich von Kleist littérature et politique),
- le Zentrum für interdisziplinäre Polenstudien (ZIP, Centre interdisciplinaire d'études sur la Pologne),
- le groupe de recherches RECAP15 - Neubewertung der Wirksamkeit internationaler Klimaschutzabkommen nach COP15 (RECAP15 = Re-thinking the Efficacy of International Climate Agreements Post COP15, réévaluation de l'efficacité des accords internationaux sur le climat après COP15[3]).